# Kamienica przy ulicy Kiełbaśniczej 5 we Wrocławiu
Kamienica przy ulicy Kiełbaśniczej 5 – kamienica o średniowiecznym rodowodzie znajdująca się przy ul. Kiełbaśniczej 5 we Wrocławiu.  

## Historia kamienicy
Zabudowa murowana na posesji nr 5 pojawiła się przy ulicy już w końcu XIII wieku. Z tego okresu pochodzi część odkrytych murów piwnic i parteru. Pierwsza kamienica szczytowa na działce nr 5 została wzniesiona na planie mocno wydłużonego prostokąta z bocznym odkrytym wjazdem na posesje (podobnie jak kamienica nr 7) i miała charakter gospodarczy. Pod koniec średniowiecza kamienica stanowiła już zwartą wieloskrzydłową zabudowę z przejazdem pośrodku trójdzielnego skrzydła frontowego. Na początku XIX wieku fasada budynku został przebudowana wg projektu Karla Benjamina Gottfrieda Geisslera i nadano jej klasycyzującą formę. Dwie środkowe osie zostały zaakcentowane lizenami ozdobionymi stylizowanym motywem fascii. 

## Po 1945 roku
Budynek został wyremontowany w latach 1986-1988.